# Learning To Breathe
Albums de Switchfoot
New Way to Be Human
(1999) The Beautiful Letdown
(2003)
Learning To Breathe est le troisième album studio du groupe de Rock alternatif américain, Switchfoot. Il est sorti le 26 septembre 2000 sous le label indépendant Re: Think Records.
L'album a été nommé aux Grammy Awards en 2001 dans la catégorie « Best Rock Or Rap Gospel Album ».

## Liste des pistes
1. Dare You to Move – 4:07
2. Learning to Breathe – 4:35
3. You Already Take Me There – 2:42
4. Love Is the Movement – 5:10
5. Poparazzi – 3:20
6. Innocence Again – 3:28
7. Playing for Keeps – 3:44
8. The Loser – 3:43
9. The Economy of Mercy – 3:56
10. Erosion – 3:22
11. Living Is Simple – 5:17